# Jalal-Abad
Jalal-Abad (kirguís: Жалалабат, ruso: Джалал-Абад) es el centro administrativo y económico de la provincia de Jalal-Abad en el suroeste de Kirguistán, con una población de alrededor de 75 000 hab. Se sitúa en el extremo norte oriental del valle de Fergana, a lo largo del valle del río Kugart, muy cerca de la frontera de Uzbekistán.
Jalal-Abad es conocido por unos manantiales minerales en sus alrededores, y durante mucho tiempo se creía que el agua del cercano balneario Hozret-Ayub-Paigambar curaba a los leprosos. Varios sanatorios de la era soviética ofrecen programas de tratamiento de agua mineral para las personas con diferentes enfermedades crónicas. Agua mineral embotellada de la región se vende en todo el país y el extranjero.
Una de las ramas de la Ruta de la Seda pasaba por Jalal-Abad, y en la región ha acogido a los viajeros durante miles de años, aunque pocos restos arqueológicos son visibles en la actualidad, salvo en algunas de las partes más remotas de las provincias, como Saimalu Tash y la Chaktal Valley.
En la localidad se dedican a la producción de trigo, frutas, hortalizas, maíz, nueces, tabaco y cría de gusanos de seda. La mayor parte de la extracción de minerales, gas natural, carbón, metales y el petróleo de la era soviética ha desaparecido.

## Clima
| Parámetros climáticos promedio de Jalal-Abad (1991-2020) | Parámetros climáticos promedio de Jalal-Abad (1991-2020) | Parámetros climáticos promedio de Jalal-Abad (1991-2020) | Parámetros climáticos promedio de Jalal-Abad (1991-2020) | Parámetros climáticos promedio de Jalal-Abad (1991-2020) | Parámetros climáticos promedio de Jalal-Abad (1991-2020) | Parámetros climáticos promedio de Jalal-Abad (1991-2020) | Parámetros climáticos promedio de Jalal-Abad (1991-2020) | Parámetros climáticos promedio de Jalal-Abad (1991-2020) | Parámetros climáticos promedio de Jalal-Abad (1991-2020) | Parámetros climáticos promedio de Jalal-Abad (1991-2020) | Parámetros climáticos promedio de Jalal-Abad (1991-2020) | Parámetros climáticos promedio de Jalal-Abad (1991-2020) | Parámetros climáticos promedio de Jalal-Abad (1991-2020) |
| Mes                                                      | Ene.                                                     | Feb.                                                     | Mar.                                                     | Abr.                                                     | May.                                                     | Jun.                                                     | Jul.                                                     | Ago.                                                     | Sep.                                                     | Oct.                                                     | Nov.                                                     | Dic.                                                     | Anual                                                    |
| -------------------------------------------------------- | -------------------------------------------------------- | -------------------------------------------------------- | -------------------------------------------------------- | -------------------------------------------------------- | -------------------------------------------------------- | -------------------------------------------------------- | -------------------------------------------------------- | -------------------------------------------------------- | -------------------------------------------------------- | -------------------------------------------------------- | -------------------------------------------------------- | -------------------------------------------------------- | -------------------------------------------------------- |
| Temp. máx. abs. (°C)                                     | 18.8                                                     | 25.8                                                     | 30.0                                                     | 33.9                                                     | 39.2                                                     | 41.5                                                     | 41.8                                                     | 41.5                                                     | 40.0                                                     | 34.2                                                     | 30.7                                                     | 20.7                                                     | 41.8                                                     |
| Temp. máx. media (°C)                                    | 3.9                                                      | 6.9                                                      | 14.5                                                     | 21.3                                                     | 26.4                                                     | 31.5                                                     | 34.0                                                     | 32.8                                                     | 28.6                                                     | 21.2                                                     | 12.8                                                     | 5.8                                                      | 20                                                       |
| Temp. media (°C)                                         | -1.1                                                     | 1.7                                                      | 8.7                                                      | 15.1                                                     | 19.8                                                     | 24.4                                                     | 26.8                                                     | 25.6                                                     | 21.1                                                     | 14.0                                                     | 6.9                                                      | 0.8                                                      | 13.7                                                     |
| Temp. mín. media (°C)                                    | -4.9                                                     | -2.3                                                     | 4.2                                                      | 9.6                                                      | 13.6                                                     | 17.6                                                     | 20.1                                                     | 19.0                                                     | 14.8                                                     | 8.7                                                      | 2.8                                                      | -2.7                                                     | 8.4                                                      |
| Temp. mín. abs. (°C)                                     | -27.2                                                    | -26.0                                                    | -12.0                                                    | -7.8                                                     | 0.4                                                      | 5.7                                                      | 11.1                                                     | 6.6                                                      | 0.4                                                      | -13.1                                                    | -20.0                                                    | -23.6                                                    | -27.2                                                    |
| Precipitación total (mm)                                 | 40                                                       | 51                                                       | 54                                                       | 62                                                       | 47                                                       | 25                                                       | 9                                                        | 6                                                        | 8                                                        | 35                                                       | 52                                                       | 51                                                       | 440                                                      |
| Fuente: Погода и климат                                  |                                                          |                                                          |                                                          |                                                          |                                                          |                                                          |                                                          |                                                          |                                                          |                                                          |                                                          |                                                          |                                                          |